# Rund um den Henninger-Turm 1987
Il Rund um den Henninger-Turm 1987, ventiseiesima edizione della corsa, si svolse il 1º maggio su un percorso di 252 km, con partenza e arrivo a Francoforte sul Meno. Fu vinto dal norvegese Dag Otto Lauritzen della squadra 7-Eleven-Hoonved davanti agli olandesi Peter Stevenhaagen e Henk Lubberding.

## Ordine d'arrivo (Top 10)
| Pos. | Corridore          | Squadra                  | Tempo    |
| ---- | ------------------ | ------------------------ | -------- |
| 1    | Dag Otto Lauritzen | 7-Eleven-Hoonved         | 6h11'17" |
| 2    | Peter Stevenhaagen | PDM-Ultima-Concorde      | s.t.     |
| 3    | Henk Lubberding    | Panasonic                | s.t.     |
| 4    | Stephen Roche      | Carrera-Vagabond-Peugeot | s.t.     |
| 5    | Hennie Kuiper      | Roland-Skala-TW          | s.t.     |
| 6    | Bob Roll           | 7-Eleven-Hoonved         | s.t.     |
| 7    | Ludwig Wijnants    | Roland-Skala-TW          | s.t.     |
| 8    | Jan Wijnants       | Hitachi-Marc             | s.t.     |
| 9    | Phil Anderson      | Panasonic                | a 53"    |
| 10   | Stefan Mutter      | PDM-Ultima-Concorde      | s.t.     |